# 湖の底
「湖の底」（みずうみのそこ、原題: "Under the Lake"）は、イギリスのSFドラマ『ドクター・フー』の第9シリーズ第3話。2015年10月3日に BBC One で初放送された。10月10日に放送された「洪水の前」との二部作の前編であり、脚本はトビー・ウィトハウス、監督はダニエル・オハラが担当した。
本作は2119年のスコットランドの水中採掘施設を舞台とする。タイムトラベラーの異星人12代目ドクター（演:ピーター・カパルディ）と彼のコンパニオンであるクララ・オズワルド（演:ジェナ・ルイーズ・コールマン）は、施設の調査員が空っぽの黒い宇宙線を開放した3日後に到着する。調査員の中には死者が出始めており、生存者たちは目が空洞になった元同僚の幽霊の脅威に晒される。

## 連続性
帽子を被った幽霊プレンティス（演:ポール・ケイ）の種族であるチボリ族は、同じくトビー・ウィトハウスが執筆した「閉ざされたホテル」（2011年）で初登場した。
幽霊の正体を考えている間、ドクターはフレッシュ（2011年「人造人間たち」「ゲンガーの反乱」）、オウトン（1970年 Spearhead from Space など）、ネザースフィアのデジタルコピー（2014年「ネザースフィア」「天国での死」）の可能性を排除している。
ドクターは今回の件で抹殺されることやアップグレードされることはないという返答カードを持っている。これはそれぞれダーレクやサイバーマンが対立や侵攻の際に採用する手法である。またドクターは誰かをアバディーンに降ろしたことについて謝罪の言葉を返答カードに記述している。これは The Hand of Fear（1976年）や「同窓会」（2006年）への言及であり、4代目ドクターのコンパニオンであったサラ・ジェーン・スミスがロンドンのクロイドンではなくアバディーンに降ろされていた。

### 他作品へのリファレンス
基地の放棄を計画している際、キャスは海兵隊やゴーストバスターズを派遣したいと望んでいる。これは映画『ゴーストバスターズ』にちなむ。彼女は森の中の小屋のことを全てできるとドクターに告げており、こちらは映画『キャビン』にちなんでいる。
ドクターは歌手シャーリー・バッシーに会ったことに言及し、またピーター・アンドレの "Mysterious Girl" (en) のファンではないと明かしている。2週間も歌のイヤーワームに悩まされ、死の慈しみの筆を乞うていたと述べた。

## 製作
オンラインの Doctor Who Extra では、本作の読み合わせの原稿はキャスとランに焦点が当てられ、タイトルは "Ghost in the Machine" とされていた。

### 配役
本作でモーランを演じているコリン・マクファーレンは、2007年クリスマススペシャル「呪われた旅路」で天使の姿をしたホストの声を担当し、スピンオフシリーズ『秘密情報部トーチウッド』の第3シリーズでピアース将軍を演じた。

## 放送と反応
放送当夜の視聴者数は374万人で、前話「魔法使いの友」から僅かに改善された。しかし、タイムシフト視聴者を合算すると視聴者数は563万人で、2005年に新シリーズが始まって以来2番目に低い記録となった。視聴者数の低迷は「魔法使いの友」と同様にラグビーワールドカップ2015のイングランド対オーストラリアの試合が放送されていたためであるとみられている。Appreciation Index は84を記録した。

### 批評家の反応
| 専門評論家によるレビュー | 専門評論家によるレビュー |
| レビュー・スコア         | レビュー・スコア         |
| 出典                     | 評価                     |
| ------------------------ | ------------------------ |
| The A.V. Club            | B+                       |
| ペースト                 | 8.7                      |
| SFX                      | [ 14 ]                   |
| TV Fanatic               | [ 15 ]                   |
| IGN                      | 8.5                      |
| ニューヨーク・マガジン   | [ 17 ]                   |
| デイリー・テレグラフ     | [ 7 ]                    |
| ラジオ・タイムズ         | [ 18 ]                   |

「湖の底」はテレビ評論家が肯定的にレビューし、多くはエピソードの不気味な雰囲気と古風な様式を称賛した。
デジタル・スパイのモーガン・ジェフェリーは本作を称賛し、「趣がある」と評価した。彼は「この閉所恐怖感こそがこのエピソードの最大のセールスポイントであり、重圧に押し潰されていくクルーの仲間意識が崩れていく様子を見ていても、決して飽きることがない。陰鬱なビジュアルとマレイ・ゴールドの心を揺さぶるスコアもまた、雰囲気と緊張感を生み出すのに大いに役立っている」とコメントし、「悪寒、アクション、冒険──これが現代的な光沢とずば抜けた楽しさを与えられた古き良き『ドクター・フー』だ」と主張してレビューを終えた。デイリー・テレグラフのマイケル・ホーガンも本作を絶賛して星5つを与えた。彼は「この騒々しく、髪の毛をかき乱すような展開は、SFフランチャイズにまだスリルと冷たさを同等に与える力があることを証明している」とコメントした。彼は40分があっという間に過ぎ去ったこと、クリフハンガーが不気味であったことを高く評価し、第9シリーズの冒頭3話の質を保てば『ドクター・フー』はもう一度再生することだろうと述べてレビューを締め括った。
The A.V. Clubのアラスデア・ウィルキンスも本作を楽しみ、B+と評価した。彼はエピソードについて「非の打ち所がなく構築されていた」と褒め、「『ドクター・フー』の二部作の最初のエピソードを回避する、物語の焦点の緊迫感がある」とコメントした。彼は「推進力のある怪物の物語として美しく機能した」「シンプルで焦点が当てられた最初のエピソードは、捻られた広大な後編を設定しているようだ。しかし、その結末がどうであれ、これ以上に効率的な物語構成は考えられない」と結論した。インデペンデント紙のジョン・クーパーは本作への称賛を惜しまず、『ドクター・フー』でこの類のエピソードが数多く製作されてきた事実にも拘わらずこれほどの緊張感と緩慢な恐怖を持った作品はなかったと評価した。彼は脚本の質や物語のテンポも高く評価し、文句をつけられないとしてレビューを終えた。IGNのスコット・コルーラはエピソードに強く感銘を受け、10点満点で8.5点と評価した。彼は「怪物が登場する『ドクター・フー』のエピソードはいつだって歓迎する。『湖の底』はその誇りある伝統を継いでいる」と述べ、怪物について十分に怖ろしいと述べた。さらに彼はドクターの運命を暗示するクリフハンガーを特に気に入り、衝撃的だと語ってレビューを締め括った。